# جو بلیت
جو بلیت (انگلیسی: Joe Blythe؛ زادهٔ ۱۸۸۱) بازیکن فوتبال اهل بریتانیا است.
از باشگاه‌هایی که در آن بازی کرده‌است می‌توان به باشگاه فوتبال بلیث اسپارتانس، باشگاه فوتبال میلوال، باشگاه فوتبال اورتون، باشگاه فوتبال وستهام یونایتد، و باشگاه فوتبال واتفورد اشاره کرد.